# Faltertor (Dettelbach)

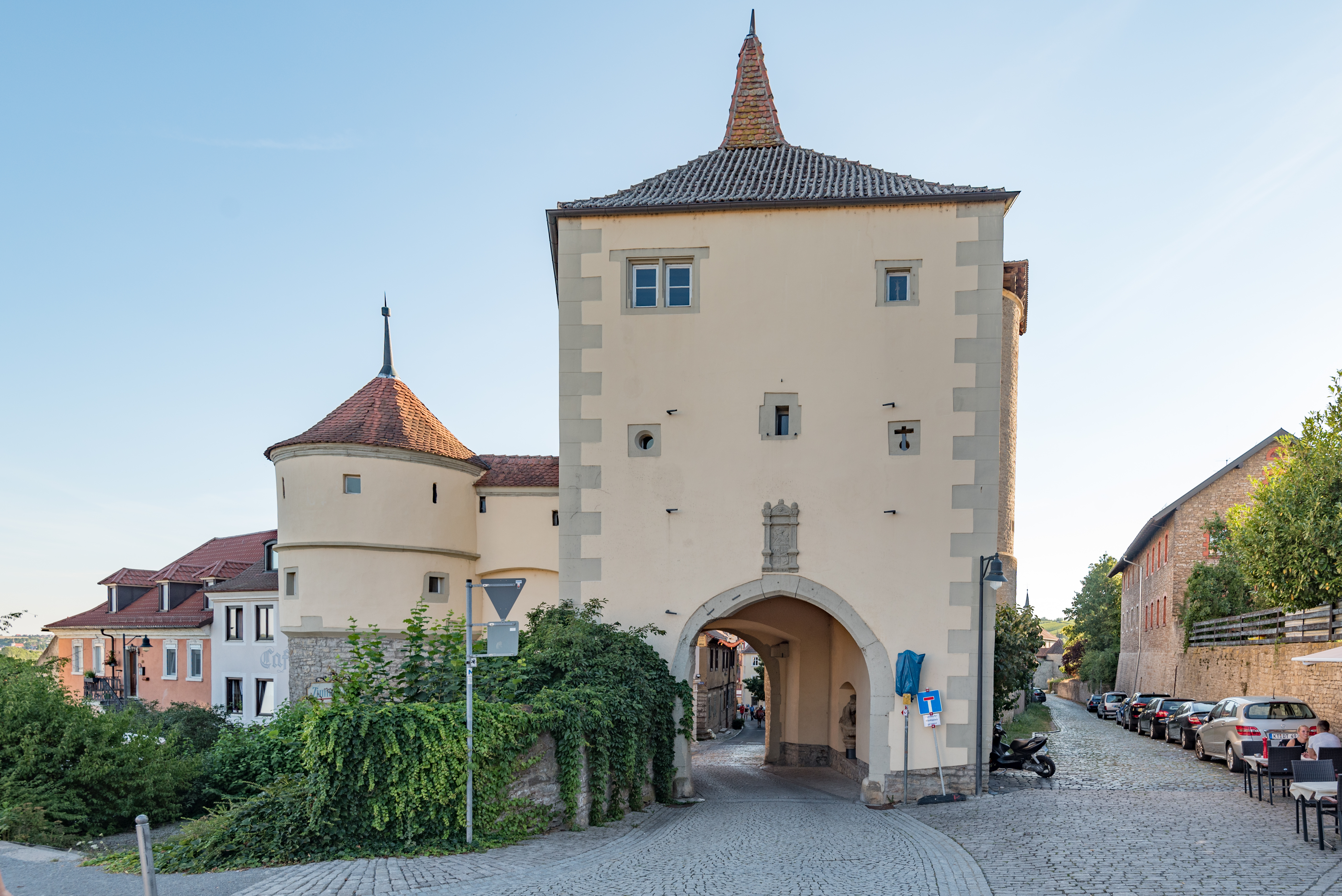
Das Faltertor von der Luitpold-Baumann-Straße aus

Das Faltertor (Adresse Falterstraße 35, früher Hausnummer 25) ist Teil der Stadtbefestigung von Dettelbach. Das charakteristische Ensemble aus Torturm und dem benachbarten Männerturm macht es zu einem Wahrzeichen der unterfränkischen Stadt. Von den ehemals fünf Stadttoren haben sich nur das Falter- und das Brückertor noch erhalten. Heute ist im Torturm das Kolping- und Handwerksmuseum untergebracht.

## Geschichte
Die Dettelbacher Stadtbefestigung ist eng mit der Erhebung des Ortes zur Stadt im Jahr 1484 verbunden. Eventuell waren einige Elemente bereits zu diesem Zeitpunkt fertiggestellt, das Gros der Anlage geht allerdings auf die erste Hälfte des 16. Jahrhunderts zurück. Erstmals indirekt erwähnt wurden Stadttore, die bereits zuvor schon existierten, in einer Quelle des Jahres 1532. Dort ist von „fünf Torschließern“ die Rede, wobei ihr Jahreslohn von fünf Gulden Erwähnung findet. Zu diesem Zeitpunkt muss also eine vollständige Ummauerung mit insgesamt fünf Toren bestanden haben.
Das Faltertor erhielt seinen Namen von den charakteristischen Verteidigungselementen, mit dem es ausgestattet war. Hier war ein Fallgatter zu finden, das mögliche Angreifer von einer Erstürmung der Stadt abhielt. Aus der Bezeichnung „Fall-Tor“ leitete sich später der Name Faltertor ab. Das Tor war mit einer Zugbrücke über den Stadtgraben erreichbar, wodurch ebenfalls eine Schutzfunktion erfüllt wurde. Zugleich bildete das Tor ein „Nadelöhr“ und war einzige Verbindung in das Dettelbacher Umland. Es verband die Stadt mit der nahegelegenen Fähre in Sommerach und der Nachbarstadt Volkach.

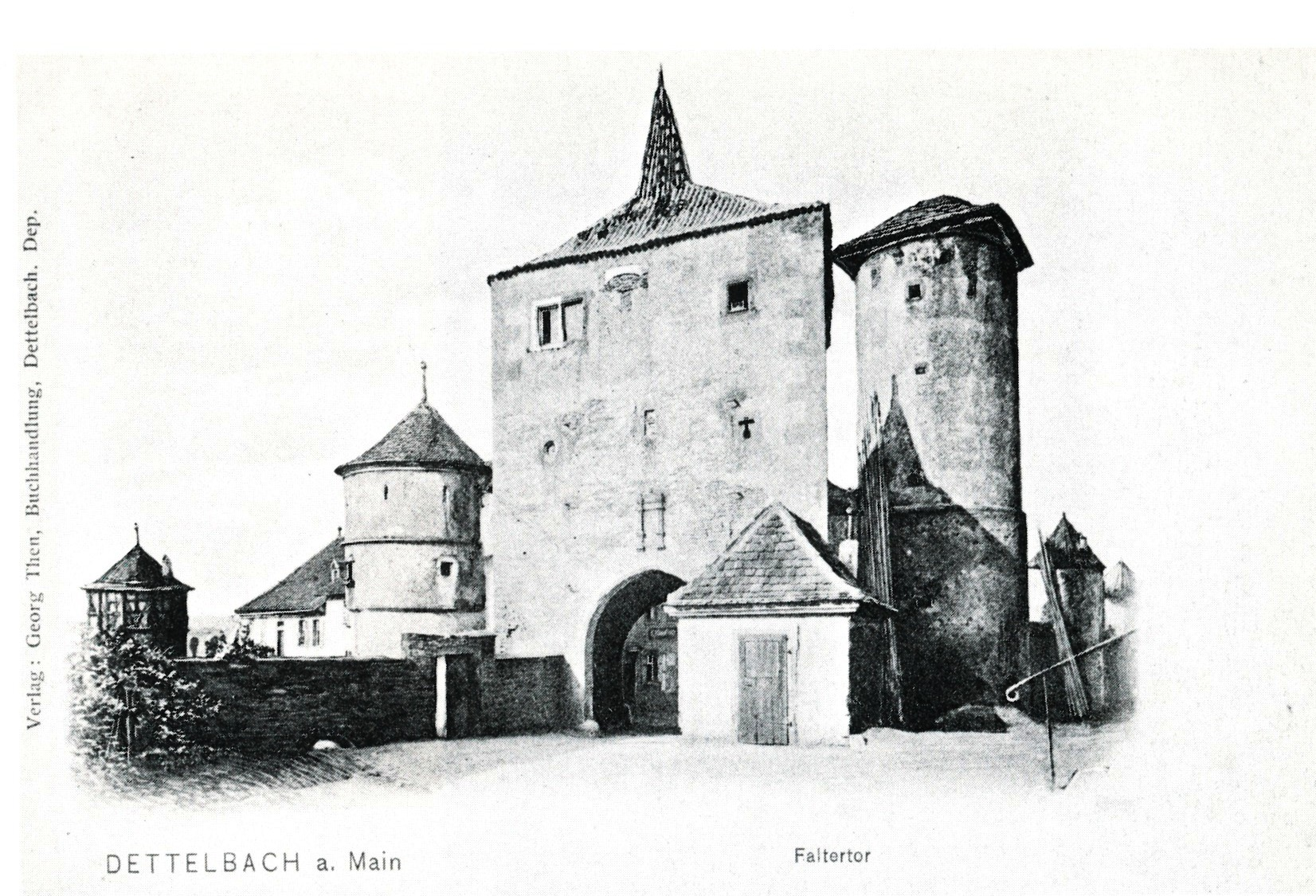
Das Ensemble am Faltertor vor 1888, das Zollhäuschen besteht noch

Ähnlich wie beim Brückertor, wo mehr Quellen existieren, setzte die Stadt für das Faltertor einen Torschließer bzw. -wächter ein. Ihm oblag die Verkehrsüberwachung am jeweiligen Tor ebenso, wie das Auf- und Absperren am Morgen bzw. Abend. Die Torschließer waren zur Pünktlichkeit verpflichtet und riskierten Geld- oder Turmstrafen bei Nichterfüllung. Das Faltertor wurde im Jahr 1550 wahrscheinlich erstmals renoviert, wobei man wohl auch das Wappen des Würzburger Bischofs Melchior Zobel anbrachte. Eventuell hatte der Deutsche Bauernkrieg eine Verbesserung der Verteidigungstechnik nötig gemacht. Die ältere Literatur datiert die Errichtung in diese Zeit.
Bereits im Dreißigjährigen Krieg hatte die Stadtmauer von Dettelbach den Geschützen der vorrückenden Schweden nichts entgegenzusetzen. Im Jahr 1631 besetzten die protestantischen Schweden die Stadt kampflos. In den folgenden Jahrhunderten verlor die Stadtbefestigung zunehmend an Bedeutung und die Tore erfüllten nur noch eine wirtschaftliche Funktion, weil sie als Zollstätten den Warenverkehr von und in die Stadt regelten. Die Stadt investierte allerdings kein Geld mehr in ihre Mauern.
Die Folge war ein Verfall der Befestigung, der im 19. Jahrhundert seinen Höhepunkt erreichte. Die Stadttore bildeten nun lediglich noch Verkehrshindernisse, weil die Zollbestimmungen mit dem Übergang an Bayern 1814 weggefallen waren. Zwischen 1872 und 1873 verschwanden drei der fünf Stadttore und im Jahr 1888 verlor das Faltertor das bisher vor dem Torturm verortete Zollhäuschen. 1899 beriet der Stadtrat sogar über den Abriss des Tores, allerdings verhinderte dies das Königliche Generalkonservatorium für Kunstdenkmale 1903.
Erst im 20. Jahrhundert erfuhr das erhaltene Faltertorensemble neue Beachtung. Insbesondere der zunehmende Fremdenverkehr in Dettelbach wurde auf das Tor aufmerksam. Es entstanden erste Ansichtskarten mit dem Tor als Motiv. Nach dem Zweiten Weltkrieg zog in den Faltertorturm das Kolping- und Handwerksmuseum ein, das noch heute besteht. Hier werden Handwerkstechniken vergangener Jahrhunderte vorgestellt. In den Jahren 1979 und 1980 renovierte die Stadt Dettelbach den Turm und den benachbarten Mauerabschnitt umfassend.

## Beschreibung
Der Torturm des Dettelbacher Faltertores wird als Baudenkmal eingeordnet. Untertägige Reste von Vorgängerbauten sind als Bodendenkmal vermerkt. Der Turm bildet eine der Begrenzungen des Ensembles Altstadt Dettelbach. Er präsentiert sich als dreigeschossiger Rechteckbau mit Walmdach. Es schließt mit einer metallenen Turmspitze ab, die allerdings mit Ziegeln umgeben wurde und dem Turm sein markantes Äußeres verleiht. Das Erdgeschoss wird vom rundbogigen Durchgang dominiert. Auf der Stadtseite wurde ein kleiner Treppenturm an den eigentlichen Torturm angebaut, der die Erschließung des im Obergeschoss befindlichen Museums übernimmt.
Oberhalb der Tordurchfahrt ist auf der stadtabgewandten Seite ein Wappenstein zu finden, der noch 2003 weitgehend verwittert war und später renoviert wurde. Es handelt sich um das Zeichen des Würzburger Bischofs Melchior Zobel von Giebelstadt. Unterhalb wurde die Jahreszahl 1550 vermerkt. Im Tordurchgang hat sich eine Skulptur erhalten, die den kreuztragenden Christus zeigt. Sie kam als Stiftung erst spät hierher. Das erste Obergeschoss wird lediglich von kleinen Schlitzfenstern bzw. Schießscharten durchlichtet. Lediglich im zweiten Obergeschoss sind kleine Rechteckfenster zu finden.